# Altar de Domici Ahenobarb

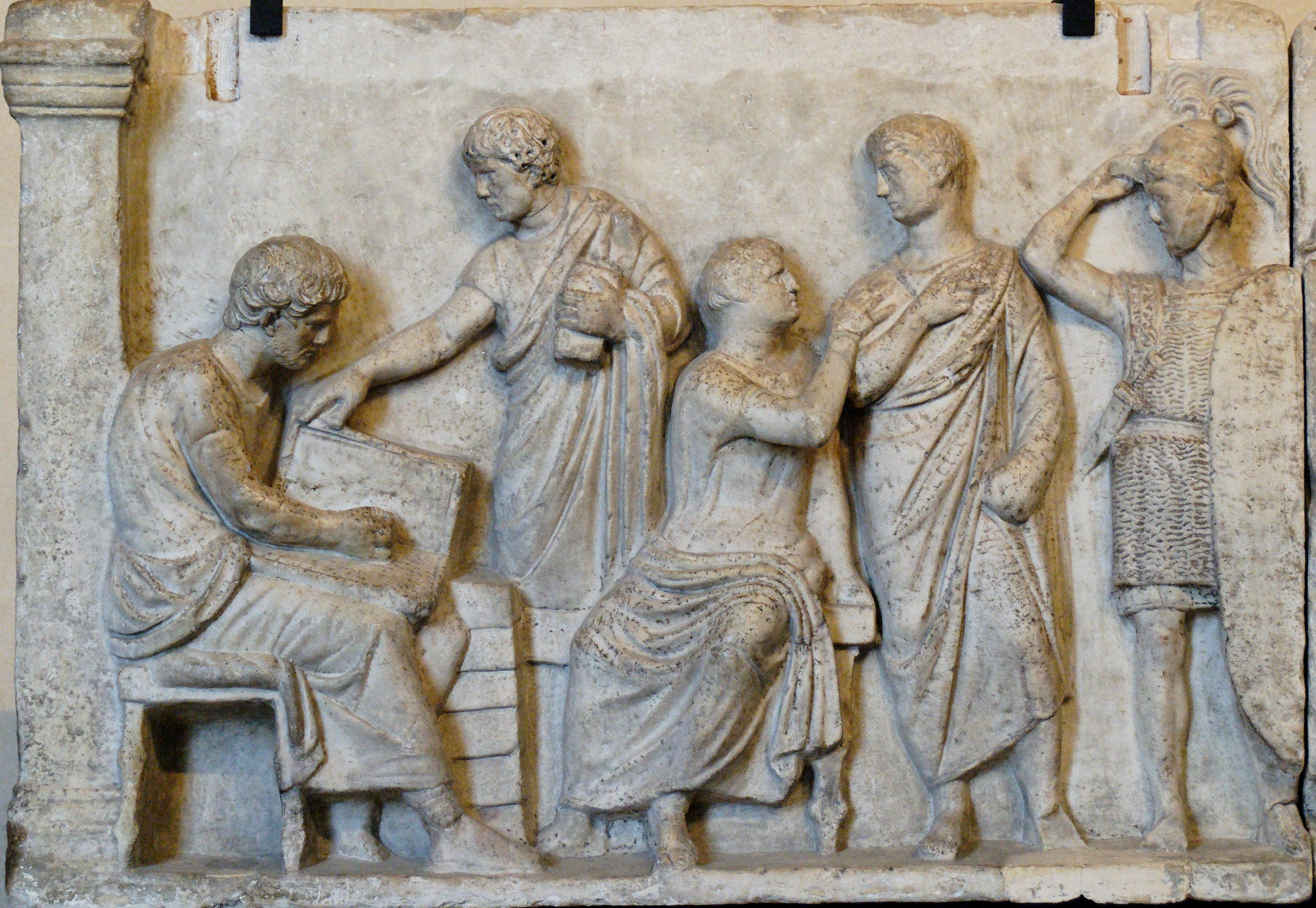
Ara

L'altar de Domici Ahenobarb, més correctament anomenat la base del grup estatutari de Domici Ahenobarb, és una sèrie de quatre plaques de marbre esculpit que probablement van decorar una base que suportava les estàtues de culte a la cel·la d'un temple de Neptú ubicat a Roma, al Camp de Mart.
El fris és datat cap al final del segon segle aC, la qual cosa el converteix en el segon baix relleu romà més antic actualment conegut.
Una part dels plafons es poden veure al Museu del Louvre (Ma 975) i una altra a la Glyptoteca de Múnic (Inv. 239). Una còpia d'aquesta segona peça pot ser vista al Museu Puixkin de Moscou.

## Història
La base va ser trobada al temple de Neptú, construït a prop del circ Flaminius, al Camp de Mart.
Tot i el nom amb què es coneix, l'altar o ara de Domici Ahenobarb, ni és un altar, ni té res a veure amb Domici, ni amb cap dels Ahenobarbs. Evidentment, aquesta identificació ha creat una confusió a l'hora de datar el monument i diferents autors han proposat dates que van des del segle ii aC fins a l'any 10 aC. Recentment, s'ha proposat identificar el conjunt com a basament d'un monument a Marc Antoni, en què es reunien les seves victòries navals a Orient i el seu càrrec com a censor –90 aC–.
Aquest basament és format per dos relleus llargs i dos de curts que donarien una forma rectangular. L'únic que es conserva és un dels costats llargs i els dos laterals, en els quals es representen thiasoi –processons d'éssers i divinitats marines–. Al centre hi ha representats Neptú i Amfítrite en un carro arrossegat per dos tritons tocant instruments musicals. Aquest costat llarg és completat amb un brau i dos cavalls marins, guiats per amorets, portant nereides. A cada lateral, s'hi veu un tritó i dues nereides cavalcant un ésser marí. El material és marbre blanc amb vetes blaves procedent de Grècia. Estilísticament, cal relacionar aquestes tres peces amb el món hel·lenístic. Tant pel que fa a l'estil, com pel que fa al tema, cal remetre com a model els relleus del podi de l'altar de Zeus a Pèrgam.
El relleu de París –el costat llarg restant– és absolutament diferent. Ens mostra una narració "històrica" romana. D'esquerra a dreta, veiem el lustrum –moment en què el censor registra la declaració d'un ciutadà– i un altre ciutadà pren declaració al testimoni del declarant. A continuació, ocupant la major part del relleu, la Souvetaurilia o sacrifici d'un brau, un moltó i un porc, per purificar el poble romà després del cens. En aquest cas és ofert a Mart, que és dret a l'esquerra de l'altar amb els seus atributs. Enfront del déu hi ha Marc Antoni (?) amb el cap velat oferint els sacrificis.
En aquest cas, la plàstica i el concepte –relleu "històric"– depenen absolutament de models itàlics o, més concretament, mig-itàlics, però per primera vegada es pot parlar d'un monument oficial d'estil romà
–Bianchi Bandinelli–. També el material –marbre– és local.